# 律政中心
律政中心，舊稱中區政府合署，位於香港香港島中環下亞厘畢道，包括東座、中座及西座，於1954年至1959年間落成，曾經是港英政府布政司署、行政局及立法局，香港特別行政區政府總部、行政會議的所在地及主要辦公大樓，故此建築群被視為香港政治及權力的象徵，建築群在2012年被評為香港一級歷史建築。
隨着政府總部遷往添馬艦，建築群重新復修為律政司的辦公場所，另部分西座樓面將作國際法律、仲裁及調解等非政府組織的辦公室，並於2015年7月起改為現名。

## 歷史

### 舊政府合署
英國在1841年佔領香港島後，即選定飽覽維多利亞港的政府山，作為設置政府機關的用地。1847年2月24日首座政府合署動工興建，由當時港督戴維斯爵士主持奠基儀式，大樓座落於日後中區政府合署中座的位置，樓高兩層，在1848年完工，工程費達14,393英鎊，屬融合東西方建築風格的殖民地建築，一樓正面有15支羅馬式拱型柱，支撐二樓陽台，拱頂有小圓窗作為裝飾，屋頂則鋪上中式瓦片；大樓內設有13個房間，一樓由工務局使用，上層則是行政局會議廳、輔政司及核數總長辦公室；而周邊的聖約翰座堂、港督府、植物公園等建築相繼於1850年代落成，政府山初見規模:11-14。
雖然政府合署建成，但當時殖民地政府仍須租用私人建築物作為政府部門的辦公室，1896年港督羅便臣爵士曾成立委員會檢視需求，但委員會沒有建議擴建政府合署，而是建議在中環填海地為政府部門個別興建建築物，如最高法院、郵政總局等。政府在1920年代因政府合署不敷應用，在1928年在大樓加建一層及升降機，於1929年1月21日完工，加建工程期間政府合署須封閉，辦公室須遷往皇后大道的東方匯理銀行三樓。1931年工務局曾計畫把政府山重建，舊政府合署將連同港督府、舊大會堂，一併重建為新建的政府合署，但計畫規模過於龐大，財政亦不可行而告吹:11-14。
1940年至1941年間，因應日軍侵略香港的風險增加，政府合署興建防空洞及地下隧道，以確保戰時政府運作，而大樓於1941年12月5日根據《防衛條例》列為受保護地點，但未幾英軍在香港保衛戰戰敗投降，故未有受到戰火洗禮。在香港日佔時期，日軍把香港占領地總督部改設於香港滙豐總行大廈。香港重光後，舊政府合署被英國殖民地政府再度作為輔政司署使用，但臨時軍政府曾臨時徵用法國外方傳道會大樓為政府大樓:15-16。

### 中區政府合署
戰後香港急速發展，輔政司署重建計畫再度被提出，把分散於中區的政府部門集中一處辦公，政府於1949年採納建議，並著手設計工作，最終確定方案是分期興建三座建築物，正式定名為中區政府合署（Central Government Offices）:17，並於次年安排十二個政府部門遷入，包括庫務署和醫務衞生署等部門，可節省大量租金。首期於1952年動工，沿下亞厘畢道至花園道興建樓高6層的東座，工程期間掘出舊輔政司署奠基時的圓形銅牌，並於1954年12月完工；第二期拆卸舊政府合署，於1954年開工，興建樓高7層的中座，中央連接東座西端，而北端則建有一座樓高2層的立法局會議廳，內設U字形排列的會議桌，中央則懸掛英國國徽，中座建築工程於1955年9月動工，1956年底完工。港督葛量洪爵士在1957年1月9日主禮開幕:17-18。至於獨立於中座及東座的西座，座落於下亞厘畢道至雪廠街一帶的山坡地上，西端樓高13層，東端則樓高7層（即7至13樓）:30，原址為美利炮台舊址及皇家香港軍團總部等臨時建築物，工程在1956年底動工，1959年初落成:18。
按照當時設計規劃，東座屬於政府內部辦公室及行政局會議廳；中座為政府總部及立法局會議廳；西座則是服務公眾的部門辦公室及立法局議員辦事處:18。政府新聞處在1961年於西座雪廠街入口設立「諮詢指導處」，接受市民查詢:87。中區政府合署其後因經過多次加建，1962年先於東座頂樓加建一層，1964年則於西座頂樓加建一層，西座天台東端在1976年擴建辦公室及洗手間:88。1960年代東座加建穿越花園道的地下通道，以連接1969年落成的美利大廈:50。

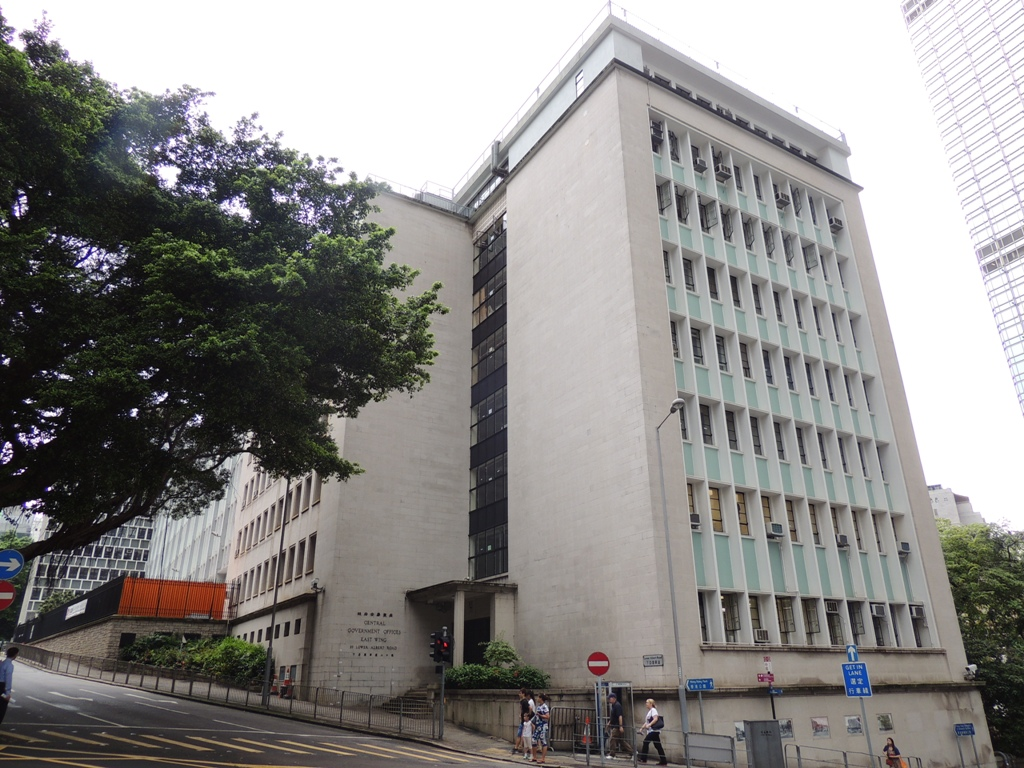
前中區政府合署東座
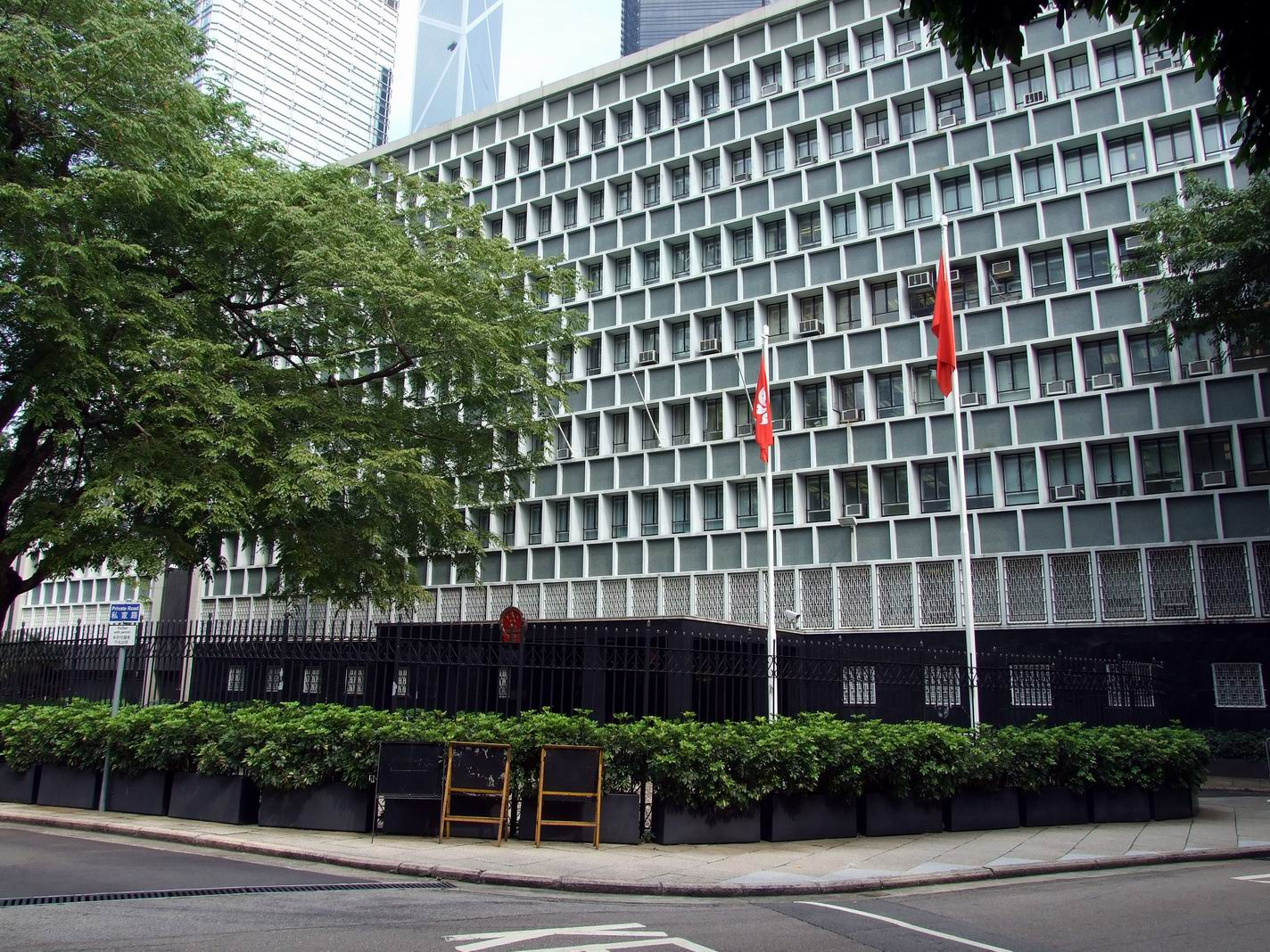
前中區政府合署中座
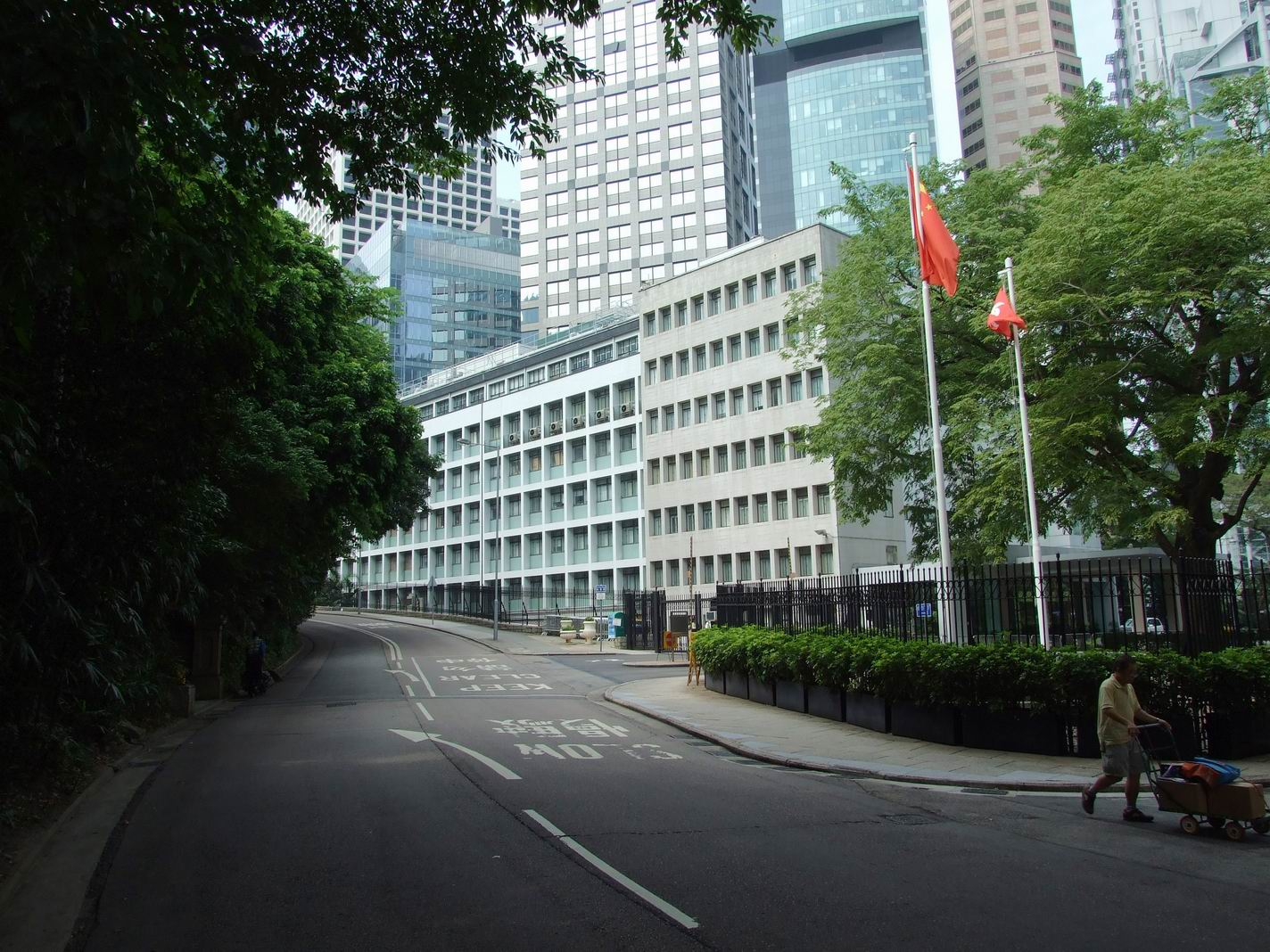
前中區政府合署西座

隨着立法局在1985年遷往原最高法院大樓，中座的立法局會議廳在1989年動工拆卸，改建為中座新翼，1991年完工:25，設計與物料與中座幾乎完全一致，中座則加建低座作為行政局會議廳:89。1980年代末，中區政府合署漸見不敷應用，建築署曾建議拆卸中座及東座重建為公園，西座則翻新為政府及私人辦公室，花園道停車場及拱北行則重新發展為低密度商業中心，但因財政問題而未有落實:89。最終花園道停車場、拱北行及希爾頓酒店重建為長江集團中心，於1999年落成。
香港主權移交後，中區政府合署繼續作為政府總部，中座正門在1997年7月1日凌晨掛上中華人民共和國國徽及香港特別行政區區徽，取代以往的香港盾徽。西座於1998年進行大規模的內部改建，面向中座的東端興建外觀現代化的新翼:51。
隨着政府總部在2011年11月分階段遷往添馬艦的新政府總部，中區政府合署暫時空置。在落實新用途前，曾先後用作臨時性的政府辦公室，包括西座12樓在2012年3至6月曾作為候任行政長官辦公室、中座一樓在2012年10月起，作為南丫島撞船事故撞船事故調查委員會的聆訊室。

### 保育與發展爭議

#### 重建西座計畫

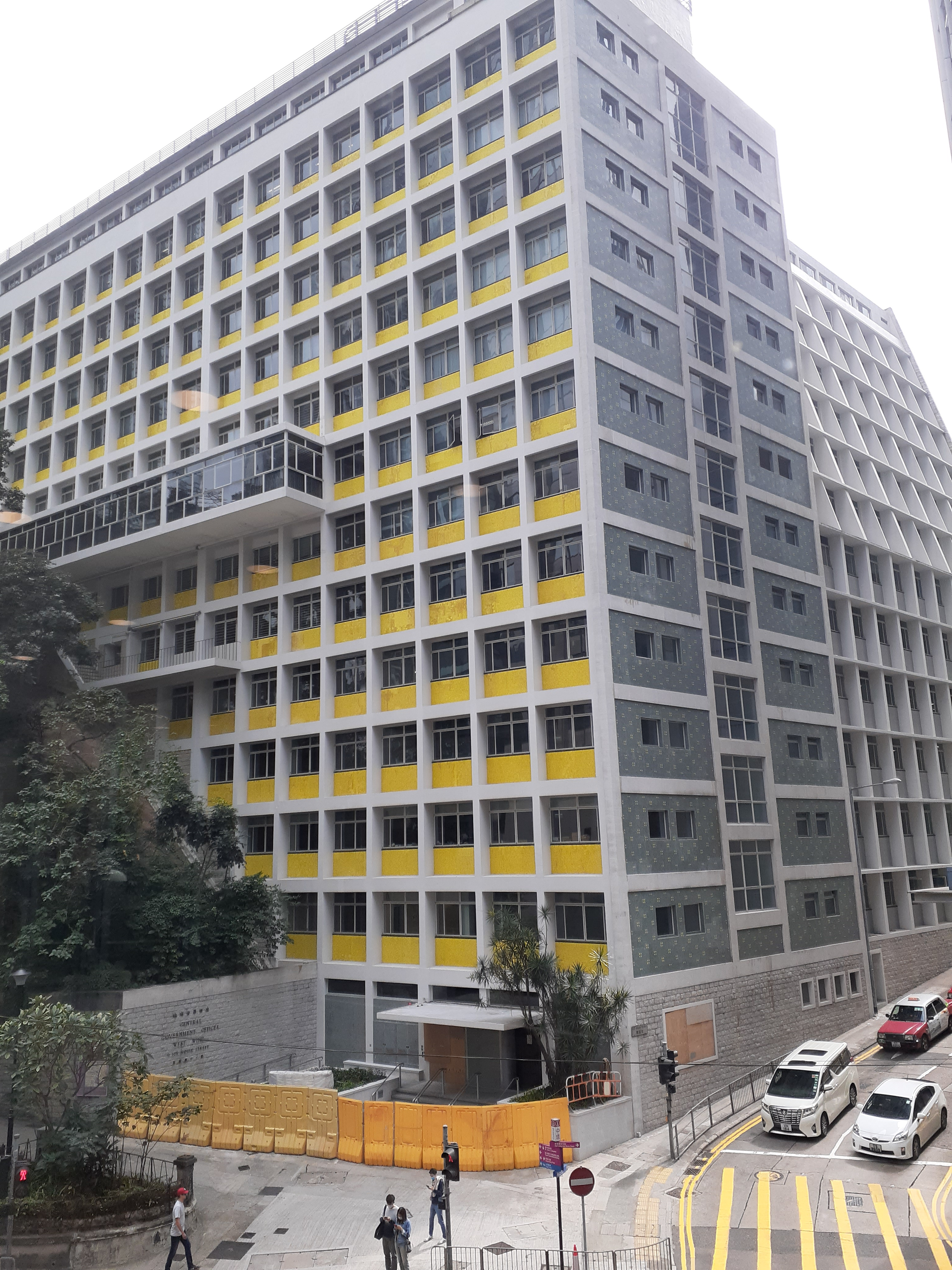
西座雪廠街一端

香港政府在2005年落實添馬艦發展工程，把政府總部遷往金鐘添馬艦，中區政府合署的保育問題備受關注。政府在2009年2月委聘Purcell Miller Tritton建築師事務所為中區政府合署進行歷史及建築價值評估，評定中座的歷史和建築價值最高，東座次之，而西座的價值則較低。建議應保留中座和東座兩幢大樓，以發展合適的用途，而西座則可拆卸重建，但新發展的建築物應保持現有建築物的覆蓋範圍和高度，或應只限於在該址的西端發展，並擴大聖約翰座堂花園面積，連貫炮台里和香港禮賓府花園的綠化範圍。
時任行政長官曾蔭權在2009年10月14日宣讀的《2009-10年施政報告》，宣布8個「保育中環」項目，建議保留中區政府合署具歷史及建築價值的中座和東座，改作律政司辦公室。至於文物價值不高的西座，則建議拆卸重建作商業用途。發展局與規劃署在2010年9月17日展開為期兩個月的「回復綠色中環計劃」諮詢，建議拆卸西座重建為32層商業大樓及購物中心，總樓面面積為42,000平方米，並把闢建總面積6,800平方米的公眾休憩用地。
然而，重建計劃被質疑設計內的公眾休憩用地擁有權及管理權可能被私有化，亦反對興建大型購物中心。政府遂於2011年11月提出修訂計畫，把擬建的辦公大樓覆蓋面積削減，公眾休憩用地面積增至7,600平方米，日後由政府擁有、管理和保養，並擱置購物中心。同時大樓內約4,700平方米總樓面面積，改為給予金融和法律相關的本地和國際非政府機構作為辦公室用途，行政長官曾蔭權亦在《2011-12施政報告》中，邀請證券及期貨事務監察委員會及香港交易所在新大樓設立辦公室，提升中環作為核心金融區的形象。發展局局長林鄭月娥在2012年6月14日宣布中區政府合署西座重建最終方案，西座重建後的覆蓋面積會大幅減少至1,350平方米，西座用地的上部西端會興建一幢28,500平方米樓面面積的辦公大樓，及11,800平方米樓面面積作政府、機構及社區和附屬用途。當局計畫2012年年底邀請意向書，預計2013年上半年進行BOT合約的公開招標。

#### 評級及擱置重建

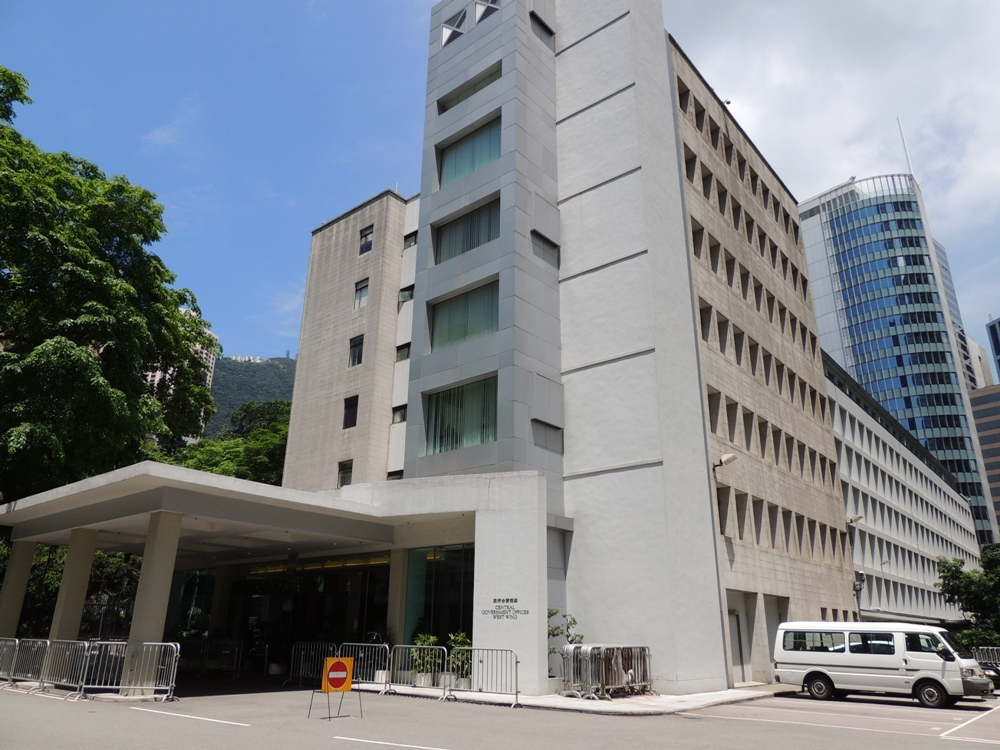
西座面向中座一端，可見1998年擴建的入口

鑑於社會高度關注政府山保育問題，古物諮詢委員會在2011年11月23日決定，要求專家小組優先評估中區政府合署的文物價值，並作出評級建議。2012年5月，專家小組建議中座及東座評為一級歷史建築，西座則評為二級，但3座建築物視為建築群，可合併評為一級。
國際古蹟遺址理事會、國際建築師聯會、國際現代運動建築遺址協會在2012年6月13日，罕有地就中區政府合署西座向全球發出「保育警示」，呼籲國際關注港府擬清拆的中區政府合署西座。古物諮詢委員會在6月14日一致通過，將中區政府合署整體評為一級歷史建築，而西座評級的投票中，支持一級及二級各有8名委員支持，須由主席陳智思投下決定性一票，結果以9票把西座評為二級，而評級須公開諮詢一個月。事後陳智思被批評與政府聯手，他在6月16日公開表示考慮辭去古諮會主席，其後因全體古諮會成員挽留而留任。
發展局局長陳茂波在2012年12月4日，公布政府決定採取重用西座方案，保留西座大樓及進行更新，將西座樓面配予律政司未能遷往中座及東座辦公室，並供與法律相關的非政府組織使用。律政司司長袁國強亦稱，重用西座可整合律政司在金鐘政府合署與周邊租用商廈的辦公室，而海牙國際私法會議亦決定在港設立亞洲區首個中心，方案有助吸引更多國際法律、仲裁、調解等機構來港設立辦事處，確立香港作為國際仲裁和調解中心的競爭力。古諮會在12月17日以12票支持一級，8票支持二級，2人棄權之下，通過西座評為一級歷史建築，與東座及中座相同。

## 復修重用

### 中座及東座

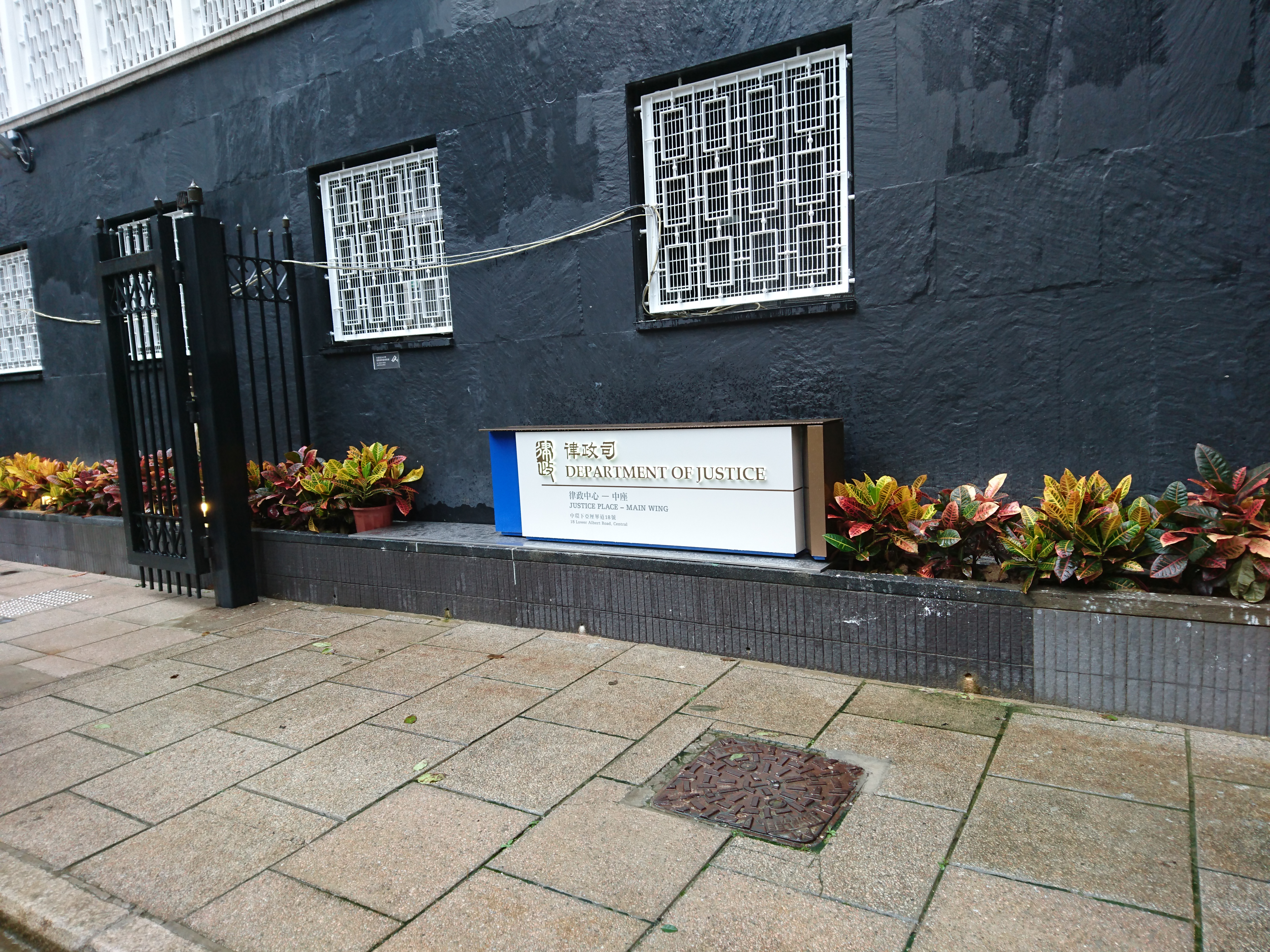
律政中心—中座的名牌

律政司在2013年1月向立法會申請撥款7億9600萬元。翻新中區政府合署中座及東座，工程包括復修建築物外部，重整內部間隔，增設升降機及文件升降機各兩部，增設逃生樓梯與無障礙通道等。當局將按文物影響評估報告建議，保存中座及東座的具有文物價值的設施，包括中座西面地下及東座南面地下兩個正門入口、行政會議廳、中座地下的小型記者室、東座一樓會議室、中座入口大堂的舊政府合署大理石紀念牌匾與時間囊、東座電梯大堂和逃生樓梯牆壁上的水磨石裝飾。工程亦引入海水直接冷卻空調系統、可回收排氣中棄用熱能的熱能交換設備、綠化屋頂等環保設施，預計2013年第二季展開，在2015年首季竣工。

### 西座
西座復修重用仍在規劃中，預計2016年首季展開工程，2018年初落成。
2014年7月，政府公佈西座約4500平方米會為法律相關組織提供地方使用。其中約3500平方米供律政司現時資助的法律相關組織，及其他已知有可能遷入的法律相關組織使用；而餘下約1000平方米，則作為將來物色到的其他合適法律相關組織的辦公地方，為期最少五年。另外，律政司將邀請可能遷入的法律組織（包括香港國際仲裁中心），提交申請，而所有中選機構只需支付象徵式租金。律政司建議成立由律政司司長擔任主席的委員會，評審準租戶的實際情況及選定法律相關組織的合適租金及租約安排，相關組織需符合「申請組織的資格及甄選準則」：
1. 為非牟利的法律相關組織
2. 組織不可獲政府或其他機構提供非經常補助基金
3. 及其處所提供的服務，應與有關政策目標配合

## 外部連結
- 1950年後的前中區政府合署的參考資料，古物古蹟辦事處
- 1950年後的前中區政府合署的擬議評級諮詢公眾意見---公眾諮詢期間收集的意見書(只提供原文) ，古物古蹟辦事處
- 保育中環 （页面存档备份，存于），發展局